# ایگناسیو ماریا گونزالس
ایگناسیو ماریا گونزالس (انگلیسی: Ignacio María González؛ زادهٔ ۱۴ مهٔ ۱۹۸۲) یک بازیکن فوتبال اهل اروگوئه است.
وی همچنین در تیم ملی فوتبال اروگوئه بازی کرده‌است.